# Montanhydraulik
Die Montanhydraulik GmbH ist die Konzernobergesellschaft der Montanhydraulik-Gruppe, einem Hersteller von Hydraulikzylindern und Steuerungssystemen. Der Hauptsitz befindet sich im nordrhein-westfälischen Holzwickede.

## Eigentümer
Die Montanhydraulik GmbH hat vier Gesellschafter. Sie befindet sich mehrheitlich im Besitz der Familie Lipphardt. Auch der frühere Geschäftsführer Heinz-Peter Kupiek ist am Unternehmen beteiligt.

## Geschichte
Das Unternehmen wurde 1952 durch Erich und Heinz Lipphardt gegründet und fertigte zunächst Waggonhydraulik am Standort Holzwickede.  Daraus entstand eine internationale Firmengruppe mit zehn Standorten.

## Gliederung des Unternehmens

### Hydraulikzylinder
Die Montanhydraulik-Gruppe stellt Hydraulikzylinder für vielfältige Anwendungsgebiete her. Im Werk in Gelsenkirchen und Hamm können Zylinder bis zu einer Länge von über 20 m gefertigt werden. Produziert werden Differenzialzylinder, mehrstufige Teleskopzylinder und verschiedenste Sonderlösungen.
Einsatzgebiete für diese Zylinder sind beispielsweise Autokrane, Hafenmobilkrane, Windkraftwerke, Großbagger, Tunnelbohrmaschinen, Staudämme, Betonpumpen, Wäschepressen, Stranggießanlagen, Hubschiffe für den Aufbau von Windparks oder Eisenbahnwaggons.

### Stahlwasserbau
Für Staudämme stellt die Montanhydraulik-Gruppe Hydraulikzylinder für Schleusentore, Überlauftore, Einlasstore und Bypasstore her. Weiterhin werden komplette Hydraulik-Aggregatsysteme inklusive computergesteuerter Fluss-Niveau-Regulierung, Steuerung sowie automatischer Schleusenüberwachung und -bedienung geliefert.

### Offshore
Gemeinsam mit dem niederländischen Tochterunternehmen Muns Techniek entwickelt und fertigt Montanhydraulik komplette Hydrauliklösungen von Aggregaten über Steuerungssysteme und Software bis hin zu korrosionsresistenten Hydraulikzylindern, z. B. für das Hubsystem von Hubplattformen und Konstruktionsschiffen für den Aufbau von Offshore-Windparks.

### Mobilkranbau
Montanhydraulik liefert mit Teleskop-, Wipp- und Abstützzylindern, Hydrospeicherzylindern und Drehdurchführungen sicherheitsrelevante Bauteile – sowohl für den kleinen Citykran mit Traglasten von 25 t als auch für den neunachsigen Großkran mit Traglasten bis 1.000 t und Auslegerlängen bis 100 m.

### Bergbau
Die Montanhydraulik-Gruppe konstruiert und fertigt Spezialprodukte für den untertägigen Steinkohlebergbau. Dazu gehören Rücksysteme, Schilde, Sonderkonstruktionen wie Bühnen, Widerlager oder Schildraubsysteme sowie Hydraulikstempel.

## Geschichte
17. März 1952 - Gründung des Handelsunternehmens Montanbedarf. Später Ausweitung der Tätigkeiten auf die Reparatur von Schüttgutfahrzeugen.
1955 - Aufnahme der Fabrikation in Holzwickede in einem stillgelegten Ausbesserungswerk der Bahn. Bau der ersten Zylinder für Betonpumpen und von pneumohydraulisch betätigten Scheibenbremsen für Hüttenspezialwaggons.
1960 - Umfirmierung in Montanhydraulik GmbH & Co KG. Erste patentierte Eigenentwicklungen.
1961 - Erfindung des Montanwaggons, ein hydraulisch betätigter Selbstlader.
1990 - Gründung der Montanhydraulik Reparatur und Service GmbH in Werl.
1997 - Gründung von Montanhydraulik (India) in Chennai, Indien.
1998 - Beteiligung an der AGOP S.p.a. in Spilamberto, Italien.
1999 - Übernahme der Maschinenfabrik Glückauf in Gelsenkirchen.
2006 - Übernahme der Harry à Wengen GmbH & Co. KG in Neubulach
2007 - Eröffnung des Montanhydraulik Technologiezentrums in Holzwickede. Einweihung des Montanhydraulik-Stadions in Holzwickede.
2011 - Beteiligung an Muns Techniek B.V. in Sleeuwijk, Niederlande.

## Einzelunternehmen

### Montanhydraulik GmbH
Die Montanhydraulik GmbH gehört weltweit zu den führenden Spezialunternehmen für große und übergroße Hochleistungszylinder. Zu den Produkten zählen Differenzial-, Teleskop- und Gleichlaufzylinder ebenso wie Hydro-Schwenkmotore, Hydro-Kolbenspeicher und Senk-Brems-Sperrventile.

### Montanhydraulik (India) Pvt. Ltd.
Die Montanhydraulik (India) Pvt. Ltd. mit Sitz in Chennai, Indien, ist spezialisiert auf hydraulische Aggregate und elektrische sowie elektronische Steuerungssysteme für hydroelektrische Staudämme. Auf einer Produktionsfläche von 6.000 Quadratmetern werden in Sholavaram (Chennai) Hydraulikzylinder bis zu einem Hub von 6 m, elektrische Steuerungen sowie komplexe Schaltanlagen entworfen, produziert und detailliert geprüft. Neben dem Engineering und der Produktion ist Montanhydraulik India auch weltweit vor Ort im Einsatz, um komplette hydraulische und elektrische Antriebssysteme für die Betätigung von Schleusen- und Staudammtoren zu installieren und in Betrieb zu nehmen.

### Muns Techniek B.V.
Durch die strategische Beteiligung an dem niederländischen Unternehmen Muns Techniek hat Montanhydraulik seine Leistungen im Offshore-Segment deutlich ausbauen können. Das international tätige Unternehmen ist spezialisiert auf die Entwicklung und Fertigung hydraulischer Anlagen und Steuerungen, u. a. in den Branchen Nassbaggerei und allgemeiner Schiffsbau. In den zurückliegenden Jahren fertigte Muns Techniek auch Lösungen für Offshore-Anwendungen, wie z. B. Hubplattformen und Konstruktionsschiffe.

### Maschinenfabrik Glückauf GmbH & Co. KG
Die Maschinenfabrik Glückauf GmbH & Co. KG mit Sitz in Gelsenkirchen ist spezialisiert auf die Entwicklung und Herstellung von Spezialprodukten für den untertägigen Steinkohlebergbau. Neben der Entwicklung kundenspezifischer Lösungen bildet die Instandsetzung von Glückauf-Maschinen und Maschinen anderer Hersteller einen wesentlichen Bestandteil der Produktion. Zur Anwendung kommen sie im Streb und Strebrandbereich, in der Abförderung und Streckenauffahrung.

### AGOP Oleoidraulica S.p.a.
Die AGOP Oleoidraulica S.p.a. mit Sitz in Spilamberto, Italien, ist spezialisiert auf Zylinder und Schwenktriebe für Erdbewegungsmaschinen, Kräne, Baumaschinen, Industrieanlagen, Schifffahrt, Seilbahnen und weitere Anwendungsbereiche. Darüber hinaus fertigt und installiert AGOP aber auch komplette Anlagen in den Bereichen Offshore, Chemie, Arzneimittelproduktion, Lebensmittel und Schiffbau. In vielen Fällen entwickelt AGOP die Anlagen entsprechend den Kundenanforderungen von Grund auf neu. Einige Ergebnisse dieser Entwicklungstätigkeit sind automatische Kontrollsysteme für die Position und Trimmlage von Schiffen, hydraulische Stoßdämpfer mit integrierter elektronischer Regelung für Hochgeschwindigkeitszüge oder Arbeitsbühnen mit automatischem Niveauausgleich für verschiedene Bereiche wie Fernmeldewesen, Wartung, Transportwesen usw.

### Montanhydraulik Reparatur und Service GmbH
Die Montanhydraulik Reparatur und Service GmbH mit Sitz in Dortmund ist spezialisiert auf die Überholung und Reparatur von Hydraulikzylindern bis zu einem Gewicht von 40 t und einer Länge von 20 m. Dazu stehen auf einer Produktionsfläche von 10.330 Quadratmetern Honmaschinen bis zu einer Länge von 14 m, Hallenkräne bis 40 t sowie Montage- und Prüfarbeitsplätze zur Verfügung.

### Harry à Wengen GmbH & Co. KG
Die Harry à Wengen GmbH & Co. KG mit Sitz in Neubulach ist spezialisiert auf Hydraulikzylinder für die Bereiche Automobilkrane, Hafenkrane, Schiffskrane und Raupenkrane.